# Хайман Спотниц
Хайман Спотниц (на английски: Hyman Spotnitz) е американски психоаналитик и психиатър, пионер в психоаналитичния подход на работа с шизофреници през 50-те, който е наречен модерна психоанализа. Също е един от пионерите в груповата психотерапия.

## Биография
Роден е на 29 септември 1908 година в Бостън, САЩ, в семейството на имигранти. Учи в Харвардския колеж и получава степен по медицина от Университета Фридрих-Вилхелм в Берлин през 1934 г. Продължава медицинските си изследвания в Колежа за лекари и хирурзи към Колумбийския университет и получава научна степен по неврология през 1939.
Неговата първоначална работа върху шизофренията е извършена докато консултира психиатри от Уврейския борд на пазителите в Ню Йорк. По това време повечето психоаналитици не мислят, че шизофренията е лечима чрез терапия, а груповия подход не е популярен. Неговия подход е сметнат за противоречив и той напуска Нюйоркския психоаналитичен институт, за да продължи развитието на работата си.
Умира на 18 април 2008 година на 99-годишна възраст.

## Съчинения
- The Couch and The Circle: A Story of Group Psychotherapy, Alfred A. Knopf, Inc., 1961, ISBN 978-0-9703923-6-7
- Modern Psychoanalysis of the Schizophrenic Patient: Theory of The Technique, Grune & Stratton 1969, YBK Publishers 2004, ISBN 0-9703923-6-2
- Treatment of the Narcissistic Neuroses, with Phyllis W. Meadow, Jason Aronson, 1976, 1995, ISBN 978-1-56821-416-0
- Psychotherapy of Preoedipal Conditions: Schizophrenia and Severe Character Disorders, Jason Aronson, 1976, 1995, ISBN 978-1-56821-633-1
- Just Say Everything: A Festschirft in Honor of Hyman Spotnitz, by Sara Sheftel, Assn for Modern Psychoanalysis, 1991, ISBN 978-0-9624534-0-3